# Selección de fútbol sala de Guatemala
La Selección de Fútbol Sala de Guatemala es una de las 208 asociaciones de la FIFA, destaca por quedar en décimo lugar de la Copa del Mundo de Fútbol Sala en el año 2008.

## Historia
Comenzó su camino hacia el Campeonato Mundial de fútbol sala de la FIFA en el año de 1989 en la edición disputada en los Países Bajos. En esta edición no clasificó.
En el Campeonato Mundial de fútbol sala de la FIFA 1992 tampoco logró clasificarse.
En 1996 en el Campeonato de Futsal de Concacaf de 1996 fue el anfitrión del evento, que sería clasificatorio para el Campeonato Mundial de fútbol sala de la FIFA 1996; quedó ubicado en el Grupo B junto con las selecciones de México y con El Salvador. En la primera jornada disputada el 31 de agosto de 1996, Guatemala vencería por un marcador de 3-2 a El Salvador pero el 3 de septiembre de 1996 el combinado chapín caería 8-2 frente a México. Luego de estos 2 marcadores avanzaría a las semifinales donde caería 7-3 ante la Selección de Estados Unidos el 5 de septiembre de 1996. Después, el 7 de septiembre de 1996 en el partido por el 'Tercer Lugar' perderían nuevamente con la selección de México, esta vez con un marcador de 3-1. Finalizaría su campaña en el 4.º lugar y no podría clasificar al Mundial. Cuatro años más Tarde, en el Campeonato de Futsal de Concacaf de 2000 no participaron debido a que estaban clasificados para la Copa del Mundo al ser anfitriones.
Disputaría la Copa del Mundo por primera vez en el Campeonato Mundial de fútbol sala de la FIFA 2000 integrando el Grupo A junto con las selecciones de Brasil, Portugal y Kazajistán. Jugaron el Primer partido de la Copa del Mundo el 18 de noviembre de 2000 en el Domo Polideportivo ante la selección de Portugal. Al final del partido la escuadra anfitriona caería por un marcador de 2-6 hasta ocupar el 3.er lugar del grupo. En el segundo partido se enfrentaron a Kazajistán. Lograron su primer triunfo en la historia de un Mundial en todas las categorías. El marcador fue un favorable 6-5 y, en esta segunda jornada, se mantendrían en el mismo 3.er lugar. Para la última jornada enfrentaron al poderoso Brasil y el resultado fue un adverso 2-29.
Para el Campeonato de Futsal de Concacaf de 2004 no clasificaría.
Para el Campeonato de Futsal de Concacaf de 2008 serían nuevamente anfitriones donde serían encuadrados en el Grupo A junto con las selecciones de Cuba, México y Trinidad y Tobago. En la primera fecha se enfrentarían a Trinidad y Tobago el 3 de junio de 2008 con victoria para los chapines de 5-0 y poniéndose al mando del grupo. En la segunda jornada jugada el 4 de junio de 2008 se enfrentarían a México. El partido terminaría con empate 3-3. El último partido, que era por el liderato, frente a Cuba nuevamente terminaría en empate 3-3, avanzando así a semifinales y enfrentándose a Estados Unidos, quien terminaría goleándolos con un marcador de 4-0. Así, avanzando en su segunda Copa del Mundo de la historia, en la final se las verían nuevamente con Cuba, el encuentro terminaría empatado 3-3 y en penales se alzaría campeón la Selección de Guatemala por un 5-3, logrando así uno de sus máximos logros.
Por último en este 2012 Guatemala fue anfitrión de la ronda clasificatoria en la cual llegó invicta luego de vencer a rivales como México, USA, Panamá, Costa Rica y Cuba, aunque en la final perdiera contra la selección de Costa Rica por 2-3.
La selección de futsal de Guatemala está calificada como la 28.ª mejor selección del mundo y la 5.ª de América siendo superada por: Brasil, Colombia, Paraguay y Argentina.

## Participaciones internacionales

### Copa Mundial de fútbol sala de la FIFA
| 1989  | No participó   | No participó | No participó | No participó | No participó | No participó | No participó | No participó |
| 1992  | No participó   | No participó | No participó | No participó | No participó | No participó | No participó | No participó |
| 1996  | No clasificó   | No clasificó | No clasificó | No clasificó | No clasificó | No clasificó | No clasificó | No clasificó |
| 2000  | Fase de grupos | 12°/16°      | 3            | 1            | 0            | 2            | 10           | 40           |
| 2004  | No participó   | No participó | No participó | No participó | No participó | No participó | No participó | No participó |
| 2008  | Primera fase   | 10°/20°      | 4            | 2            | 0            | 2            | 14           | 9            |
| 2012  | Fase de grupos | 19°/24°      | 3            | 1            | 0            | 2            | 8            | 15           |
| 2016  | Fase de grupos | 17°/24°      | 3            | 0            | 0            | 3            | 7            | 17           |
| 2021  | Fase de grupos | 18°/24°      | 3            | 1            | 0            | 2            | 9            | 14           |
| 2024  | Fase de grupos | 22°/24°      | 3            | 0            | 0            | 3            | 10           | 22           |
| Total | 5/9            | 11°          | 19           | 5            | 0            | 14           | 49           | 117          |

- 2000

Fase de Grupos

### Grupo A
| Equipo     | Pts | PJ | PG | PE | PP | GF | GC | Dif |
| ---------- | --- | -- | -- | -- | -- | -- | -- | --- |
| Brasil     | 9   | 3  | 3  | 0  | 0  | 45 | 3  | +42 |
| Portugal   | 6   | 3  | 2  | 0  | 1  | 12 | 8  | +4  |
| Guatemala  | 3   | 3  | 1  | 0  | 2  | 10 | 40 | -30 |
| Kazajistán | 0   | 3  | 0  | 0  | 3  | 8  | 24 | -16 |

| 18 de noviembre de 2000, 14:00 | Guatemala           | 2:6 (0:3) | Portugal                                                  | Domo Polideportivo, Guatemala                         |                                                       |
|                                | - 34' 38' F. García | Reporte   | - 11' 32' 36' André - 15' Arnaldo - 18' Majo - 39' Nelito | Asistencia: 7320 espectadores Árbitro(s): Walter Arce | Asistencia: 7320 espectadores Árbitro(s): Walter Arce |

| 21 de noviembre de 2000, 20:00 | Kazajistán                                             | 5:6 (2:3) | Guatemala                                          | Domo Polideportivo, Guatemala                          |                                                        |
|                                | - 14' 38' Yussupov - 16' 31' Baimuratov - 32' Linevich | Reporte   | - 2' 10' 28' 32' De Mata - 13' Rojas - 40' Acevedo | Asistencia: 7254 espectadores Árbitro(s): Félix Chávez | Asistencia: 7254 espectadores Árbitro(s): Félix Chávez |

| 23 de noviembre de 2000, 14:00 | Guatemala                  | 2:29 (0:12) | Brasil | Domo Polideportivo, Guatemala                                   |                                                                 |
|                                | - 30' F. García - 32' Ruiz | Reporte     | - 3' 6' 31' 32' Fininho - 3' Lenisio - 5' 6' 8' 20' 34' 38' M. Tobias - 8' 12' 35' Schumacher - 13' 33' Falcao - 15' 34' Indio - 16' Almir - 27' 40' Joan - 37' 38' 40' Anderson - 38' 39' 40' Vander | Asistencia: 7272 espectadores Árbitro(s): Mohamed Ibrahim Farag | Asistencia: 7272 espectadores Árbitro(s): Mohamed Ibrahim Farag |

- 2008

Fase Final

### Grupo C
| Equipo    | Pts | PJ | PG | PE | PP | GF | GC | Dif |
| --------- | --- | -- | -- | -- | -- | -- | -- | --- |
| Ucrania   | 10  | 4  | 3  | 1  | 0  | 17 | 7  | +10 |
| Argentina | 10  | 4  | 3  | 1  | 0  | 13 | 5  | +8  |
| Guatemala | 6   | 4  | 2  | 0  | 2  | 14 | 9  | +5  |
| Egipto    | 3   | 4  | 1  | 0  | 3  | 9  | 12 | -3  |
| China     | 0   | 4  | 0  | 0  | 4  | 5  | 25 | -20 |

|  | Argentina | 5:0 | China |  |  |

|  | Guatemala | 1:0 | Egipto |  |  |

|  | Egipto | 2:4 | Argentina |  |  |

|  | Ucrania | 6:2 | Guatemala |  |  |

|  | Argentina | 2:2 | Ucrania |  |  |

|  | China | 2:6 | Egipto |  |  |

|  | China | 1:10 | Guatemala |  |  |

|  | Ucrania | 5:1 | Egipto |  |  |

|  | Argentina | 2:1 | Guatemala |  |  |

- 2012

Fase de Grupos

### Grupo F
| Equipo        | Pts | PJ | PG | PE | PP | GF | GC | Dif |
| ------------- | --- | -- | -- | -- | -- | -- | -- | --- |
| Rusia         | 9   | 3  | 3  | 0  | 0  | 27 | 0  | 27  |
| Colombia      | 3   | 3  | 1  | 0  | 2  | 13 | 10 | 3   |
| Guatemala     | 3   | 3  | 1  | 0  | 2  | 8  | 15 | -7  |
| Islas Salomón | 3   | 3  | 1  | 0  | 2  | 7  | 29 | -23 |

| 3 de noviembre de 2012, 17:00 | Guatemala | 5:2 | Colombia                                      | Nimibutr Stadium, Bangkok |  |
|                               | José González (12' PT) Armando Escobar (28' ST) Alan Aguilar (30' ST) Erick Acevedo (31' ST) Walter Enríquez (39' ST) |     | Alejandro Serna (6' PT) Andrés Reyes (18' PT) |                           |  |

| 3 de noviembre de 2012, 19:00 | Rusia | 16:0 | Islas Salomón | Nimibutr Stadium, Bangkok |  |
|                               | Sirilo (2' PT) Pula (2' PT) Eder Lima (4' PT, 10' PT, 17' PT, 19' PT, 19' PT, 33' ST y 39' ST) Dmitrii Prudnikov (18' PT) Sergey Sergeev (21' ST y 29 ST) Robinho (24´ST) Pavel Suchilin (26' ST) Alexander Fukin (27' ST y 35' ST) |      |               |                           |  |

| 6 de noviembre de 2012, 17:00 | Colombia | 11:3 | Islas Salomón                                                           | Nimibutr Stadium, Bangkok |  |
|                               | Jhonathan Toro (6' PT, 19' PT y 37' ST) José Quiroz (7' PT) Andrés Reyes (21' ST y 32' ST) Yefri Duque (29' ST) Jorge Abril (34' ST) Angellott Caro (39' ST) Yeisson Fonnegra (39' ST) Johann Prado (39' ST) |      | Elliot Ragomo (13' PT) Samuel Osifelo (14' PT) Micah Lea'alafa (19' PT) |                           |  |

| 6 de noviembre de 2012, 19:00 | Rusia | 9:0 | Guatemala | Nimibutr Stadium, Bangkok |  |
|                               | Sergey Sergeev (0' PT, 15' PT y 15' PT) Vladislav Shayakhmetov (2' PT) Sirilo (7' PT) Dmitrii Prudnikov (11' PT y 34' ST) Eder Lima (26' ST) Pavel Suchilin (34' ST) |     |           |                           |  |

| 9 de noviembre de 2012, 17:00 | Islas Salomón                                                                              | 4:3 | Guatemala                                                            | Indoor Stadium Huamark, Bangkok |  |
|                               | George Stevenson (14 PT) Jeffrey Bule (16 PT) Micah Lea'alafa (28 ST) Anthony Talo (35 ST) |     | Estuardo De León (8 PT) Alan Aguilar (21 ST) Walter Enríquez (39 ST) |                                 |  |

| 9 de noviembre de 2012, 17:00 | Colombia | 0:2 | Rusia                         | Nimibutr Stadium, Bangkok |  |
|                               |          |     | Sirilo (3 PT) Robinho (23 ST) |                           |  |

- 2016

Fase de Grupos

### Grupo C
| Equipo    | Pts | PJ | PG | PE | PP | GF | GC | Dif |
| --------- | --- | -- | -- | -- | -- | -- | -- | --- |
| Italia    | 9   | 3  | 3  | 0  | 0  | 11 | 3  | 8   |
| Paraguay  | 6   | 3  | 2  | 0  | 1  | 17 | 9  | 8   |
| Vietnam   | 3   | 3  | 1  | 0  | 2  | 5  | 11 | -6  |
| Guatemala | 0   | 3  | 0  | 0  | 3  | 7  | 17 | -10 |

| 11 de septiembre de 2016, 18:00 | Vietnam                                                 | 4:2 (1:0) | Guatemala                         | Coliseo El Pueblo, Cali                                  |                                                          |
|                                 | N. M. Trí 19'04' 28'01' 28'48' - T. V. Vũ 39'04' (pen.) | Reporte   | 23'04' Wanderley - 30'11' Patrick | Asistencia: 1615 espectadores Árbitro(s): Bogdan Sorescu | Asistencia: 1615 espectadores Árbitro(s): Bogdan Sorescu |

| 11 de septiembre de 2016, 20:00 | Paraguay                 | 2:4 (2:1) | Italia                                                          | Coliseo El Pueblo, Cali                                  |                                                          |
|                                 | J. G. Salas 7'18' 18'58' | Reporte   | 15'22' Lima - 22'16' Romano - 24'36' dos Santos - 31'37' Merlim | Asistencia: 2220 espectadores Árbitro(s): Sergio Cabrera | Asistencia: 2220 espectadores Árbitro(s): Sergio Cabrera |

| 14 de septiembre de 2016, 18:00 | Guatemala           | 1:5 (1:3) | Italia                                              | Coliseo El Pueblo, Cali                                    |                                                            |
|                                 | Romano 7'03' (a.g.) | Reporte   | 2'04' 18'39' 31'25' Fortino - 3'28' 33'32' Leggiero | Asistencia: 1048 espectadores Árbitro(s): Daniel Rodríguez | Asistencia: 1048 espectadores Árbitro(s): Daniel Rodríguez |

| 14 de septiembre de 2016, 20:00 | Paraguay | 7:1 (5:0) | Vietnam         | Coliseo El Pueblo, Cali                              |                                                      |
|                                 | F. Martínez 2'18' - J. G. Salas 10'32' - E. Ayala 11'15' - T. L. Vũ 12'47' (a.g.) - R. Villalba 17'58' - R. Rejala 33'28' - J. Pedrozo 38'17' | Reporte   | 39'54' T. V. Vũ | Asistencia: 2193 espectadores Árbitro(s): Sasa Tomic | Asistencia: 2193 espectadores Árbitro(s): Sasa Tomic |

| 17 de septiembre de 2016, 18:00 | Guatemala                                                          | 4:8 (2:3) | Paraguay | Coliseo El Pueblo, Cali                                |                                                        |
|                                 | Arévalo 1'54' - Enríquez 2'28' - Mansilla 33'50' - González 38'07' | Reporte   | 16'15' 17'17' 23'43' E. Ayala - 18'04' Rejala - 26'11' Pedrozo - 34'23' Morel - 35'17' H. Martínez - 39'45' Franco | Asistencia: 4123 espectadores Árbitro(s): Pascal Lemal | Asistencia: 4123 espectadores Árbitro(s): Pascal Lemal |

| 17 de septiembre de 2016, 18:00 | Italia                     | 2:0 (1:0) | Vietnam | Coliseo Bicentenario, Bucaramanga                     |                                                       |
|                                 | Lima 4'41' - Murilo 26'01' | Reporte   |         | Asistencia: 1374 espectadores Árbitro(s): José Katemo | Asistencia: 1374 espectadores Árbitro(s): José Katemo |

- 2020

Fase de Grupos

### Grupo B
| Equipo     | Pts | PJ | PG | PE | PP | GF | GC | Dif |
| ---------- | --- | -- | -- | -- | -- | -- | -- | --- |
| RFU        | 9   | 3  | 3  | 0  | 0  | 17 | 3  | 14  |
| Uzbekistán | 3   | 3  | 1  | 0  | 2  | 8  | 10 | -2  |
| Guatemala  | 3   | 3  | 1  | 0  | 2  | 9  | 14 | -5  |
| Egipto     | 3   | 3  | 1  | 0  | 2  | 7  | 14 | -7  |

| 12 de septiembre de 2021, 16:00 | RFU | 9:0 (3:0) | Egipto | Avia Solutions Group Arena, Vilna                    |                                                      |
|                                 | - Kudziev 6' - Chishkala 13', 16', 30' - Antoshkin 28' - Elaswal 28' - Abramov 31' 32' - Milovanov 36' | Reporte   |        | Asistencia: 500 espectadores Árbitro(s): Gean Telles | Asistencia: 500 espectadores Árbitro(s): Gean Telles |

| 12 de septiembre de 2021, 18:00 | Uzbekistán                           | 4:5 (1:3) | Guatemala                                            | Avia Solutions Group Arena, Vilna                     |                                                       |
|                                 | - Ropiev 6', 25', 35' - Enríquez 39' | Reporte   | - 4' Campaignac - 5', 22' Sandoval - 7', 40' Aguilar | Asistencia: 500 espectadores Árbitro(s): Nikola Jelić | Asistencia: 500 espectadores Árbitro(s): Nikola Jelić |

| 15 de septiembre de 2021, 18:00 | Egipto                                                       | 6:3 (1:1) | Guatemala                                  | Avia Solutions Group Arena, Vilna                       |                                                         |
|                                 | - Mansour 4' - Elashwal 32' - Shoola 35' - Eid 36', 37', 40' | Reporte   | - 16' Mansilla - 25' P. Ruiz - 33' W. Ruiz | Asistencia: 328 espectadores Árbitro(s): Gelareh Nazemi | Asistencia: 328 espectadores Árbitro(s): Gelareh Nazemi |

| 15 de septiembre de 2021, 20:00 | Uzbekistán                 | 2:4 (0:2) | RFU                                   | Avia Solutions Group Arena, Vilna                           |                                                             |
|                                 | - Choriev 21' - Adilov 28' | Reporte   | - 10' Robinho - 11', 35', 35' Niiazov | Asistencia: 469 espectadores Árbitro(s): Cristian Espindola | Asistencia: 469 espectadores Árbitro(s): Cristian Espindola |

| 18 de septiembre de 2021, 18:00 | Egipto    | 1:2 (1:1) | Uzbekistán                       | Avia Solutions Group Arena, Vilna                         |                                                           |
|                                 | - Eid 19' | Reporte   | - 2' Nishonov - 34' A. Rakhmatov | Asistencia: 661 espectadores Árbitro(s): Darío Santamaría | Asistencia: 661 espectadores Árbitro(s): Darío Santamaría |

| 18 de septiembre de 2021, 18:00 | Guatemala      | 1:4 (0:3) | RFU                                                      | Žalgiris Arena, Kaunas                                    |                                                           |
|                                 | - Alvarado 25' | Reporte   | - 2' Afanasev - 10' Asadov - 14' Abramov - 27' Antoshkin | Asistencia: 2122 espectadores Árbitro(s): Henry Gutiérrez | Asistencia: 2122 espectadores Árbitro(s): Henry Gutiérrez |

- 2024

Fase de Grupos

### Grupo F
| Equipo    | Pts | PJ | PG | PE | PP | GF | GC | Dif |
| --------- | --- | -- | -- | -- | -- | -- | -- | --- |
| Irán      | 9   | 3  | 3  | 0  | 0  | 19 | 5  | 14  |
| Francia   | 6   | 3  | 2  | 0  | 1  | 13 | 9  | 4   |
| Venezuela | 3   | 3  | 1  | 0  | 2  | 11 | 17 | -6  |
| Guatemala | 0   | 3  | 0  | 0  | 3  | 10 | 22 | -12 |

| 16 de septiembre de 2024 | Irán                                                                | 7:1 (4:1) | Venezuela     | Universal Sports Complex, Bujará                       |                                                        |
| 17:30                    | - Aghapour 8', 23' - Karimi 10', 13' - Azimi 19', 39' - Davoudi 27' | Reporte   | - Francia 15' | Asistencia: 1694 espectadores Árbitro(s): Nikola Jelić | Asistencia: 1694 espectadores Árbitro(s): Nikola Jelić |

| 16 de septiembre de 2024 | Guatemala                                  | 3:6 (3:2) | Francia                                                                         | Universal Sports Complex, Bujará                        |                                                         |
| 20:00                    | - Sandoval 2' - Alvarado 10' - P. Ruíz 20' | Reporte   | - Tchaptchet 13', 18' - Mouhoudine 21' - Ramirez 31' - Mohammed 32' - Lutin 37' | Asistencia: 2079 espectadores Árbitro(s): Ayman Kammoun | Asistencia: 2079 espectadores Árbitro(s): Ayman Kammoun |

| 19 de septiembre de 2024 | Irán                                                                                       | 9:4 (3:3) | Guatemala                                      | Universal Sports Complex, Bujará                             |                                                              |
| 17:30                    | - Ahmad Abbasi 6', 27', 40' - Aghapour 11', 21' - Tayebi 14', 37' - Azimi 25' - Karimi 32' | Reporte   | - P. Ruíz 6', 15' - Sandoval 20' - Santizo 38' | Asistencia: 1209 espectadores Árbitro(s): Alejandro Martínez | Asistencia: 1209 espectadores Árbitro(s): Alejandro Martínez |

| 19 de septiembre de 2024 | Francia                                                                              | 7:3 (3:2) | Venezuela                         | Universal Sports Complex, Bujará                           |                                                            |
| 20:00                    | - Menendez 6' - Saadaoui 17' - Ramirez 19', 38' - Touré 26' - Lutin 33' - Belhaj 39' | Reporte   | - Briceño 14', 22' - Viamonte 14' | Asistencia: 1726 espectadores Árbitro(s): Trương Quốc Dũng | Asistencia: 1726 espectadores Árbitro(s): Trương Quốc Dũng |

| 22 de septiembre de 2024 | Francia     | 1:4 (0:0) | Irán                                                  | Universal Sports Complex, Bujará                          |                                                           |
| 20:00                    | - Touré 37' | Reporte   | - Aghapour 25', 37' - Oladghobad 28' - Rafieipour 30' | Asistencia: 2641 espectadores Árbitro(s): Tarek Elkhataby | Asistencia: 2641 espectadores Árbitro(s): Tarek Elkhataby |

| 22 de septiembre de 2024 | Venezuela                                                                     | 7:3 (2:1) | Guatemala                                 | Humo Arena, Taskent                                       |                                                           |
| 20:00                    | - Briceño 1', 33', 36' - Cabarcas 18' - Carreño 25' - Viamonte 27' - Sanz 35' | Reporte   | - Paniagua 16' - Sandoval 32' - Tagre 40' | Asistencia: 2650 espectadores Árbitro(s): Daniel Matković | Asistencia: 2650 espectadores Árbitro(s): Daniel Matković |

### Campeonato de Futsal de Concacaf
| 1996  | Cuarto lugar                                | 4°                                          | 4                                           | 2                                           | 0                                           | 2                                           | 9                                           | 20                                          |
| 2000  | No lo jugó por ser el anfitrión del mundial | No lo jugó por ser el anfitrión del mundial | No lo jugó por ser el anfitrión del mundial | No lo jugó por ser el anfitrión del mundial | No lo jugó por ser el anfitrión del mundial | No lo jugó por ser el anfitrión del mundial | No lo jugó por ser el anfitrión del mundial | No lo jugó por ser el anfitrión del mundial |
| 2004  | No participó                                | No participó                                | No participó                                | No participó                                | No participó                                | No participó                                | No participó                                | No participó                                |
| 2008  | Campeón                                     | 1°                                          | 5                                           | 2                                           | 3                                           | 0                                           | 18                                          | 9                                           |
| 2012  | Subcampeón                                  | 2°                                          | 5                                           | 4                                           | 0                                           | 1                                           | 19                                          | 9                                           |
| 2016  | Tercer lugar                                | 3°                                          | 5                                           | 3                                           | 0                                           | 2                                           | 17                                          | 19                                          |
| 2021  | Tercer lugar                                | 3°                                          | 5                                           | 3                                           | 2                                           | 0                                           | 16                                          | 12                                          |
| 2024  | Tercer lugar                                | 3°                                          | 6                                           | 4                                           | 1                                           | 1                                           | 30                                          | 21                                          |
| Total | 6/8                                         | 1°                                          | 30                                          | 18                                          | 6                                           | 6                                           | 109                                         | 84                                          |

## Últimos partidos y próximos encuentros
| Fecha      | Ciudad    | Local                | Resultado      | Visitante         | Competencia                                 |
| ---------- | --------- | -------------------- | -------------- | ----------------- | ------------------------------------------- |
| 3-05-2021  | Guatemala | República Dominicana | 2:4            | Guatemala         | Campeonato de Futsal de Concacaf de 2020    |
| 5-05-2021  | Guatemala | Guatemala            | 4:3            | Trinidad y Tobago | Campeonato de Futsal de Concacaf de 2020    |
| 7-05-2021  | Guatemala | Guatemala            | 3:3 (4:3 pen.) | El Salvador       | Campeonato de Futsal de Concacaf de 2020    |
| 8-05-2021  | Guatemala | Estados Unidos       | 2:2 (5:4 pen.) | Guatemala         | Campeonato de Futsal de Concacaf de 2020    |
| 5-05-2021  | Guatemala | Panamá               | 2:3 (0:1 t.s.) | Guatemala         | Campeonato de Futsal de Concacaf de 2020    |
| 12-09-2021 | Lituania  | Uzbekistán           | 4:5            | Guatemala         | Copa Mundial de fútbol sala de la FIFA 2021 |
| 15-09-2021 | Lituania  | Egipto               | 6:3            | Guatemala         | Copa Mundial de fútbol sala de la FIFA 2021 |
| 18-09-2021 | Lituania  | Guatemala            | 1:4            | Rusia             | Copa Mundial de fútbol sala de la FIFA 2021 |

## Participación en los Juegos Panamericanos

### Juegos Panamericanos
- Brasil 2007 - Séptimo Lugar

## Participación en los Juegos Centroamericanos
- Guatemala 2001 -  Segundo Lugar[1]
- San José 2013 -  Primer Lugar

## Copa de Confederaciones

### Copa Confederaciones de fútbol sala
- Libia 2009 - Cuarto Lugar

## Participaciones en torneos de Grand Prix de Futsal

### Grand Prix de Futsal
- Grand Prix de Futsal de 2009 - Séptimo Lugar
- Grand Prix de Futsal de 2010 - Decimoprimer Lugar
- Grand Prix de Futsal de 2011 - Quinto Lugar
- Grand Prix de Futsal de 2013 - Sexto Lugar

## Participación en los Juegos Bolivarianos
- Ayacucho 2024 -  Primer Lugar[2]